# 板楯蛮

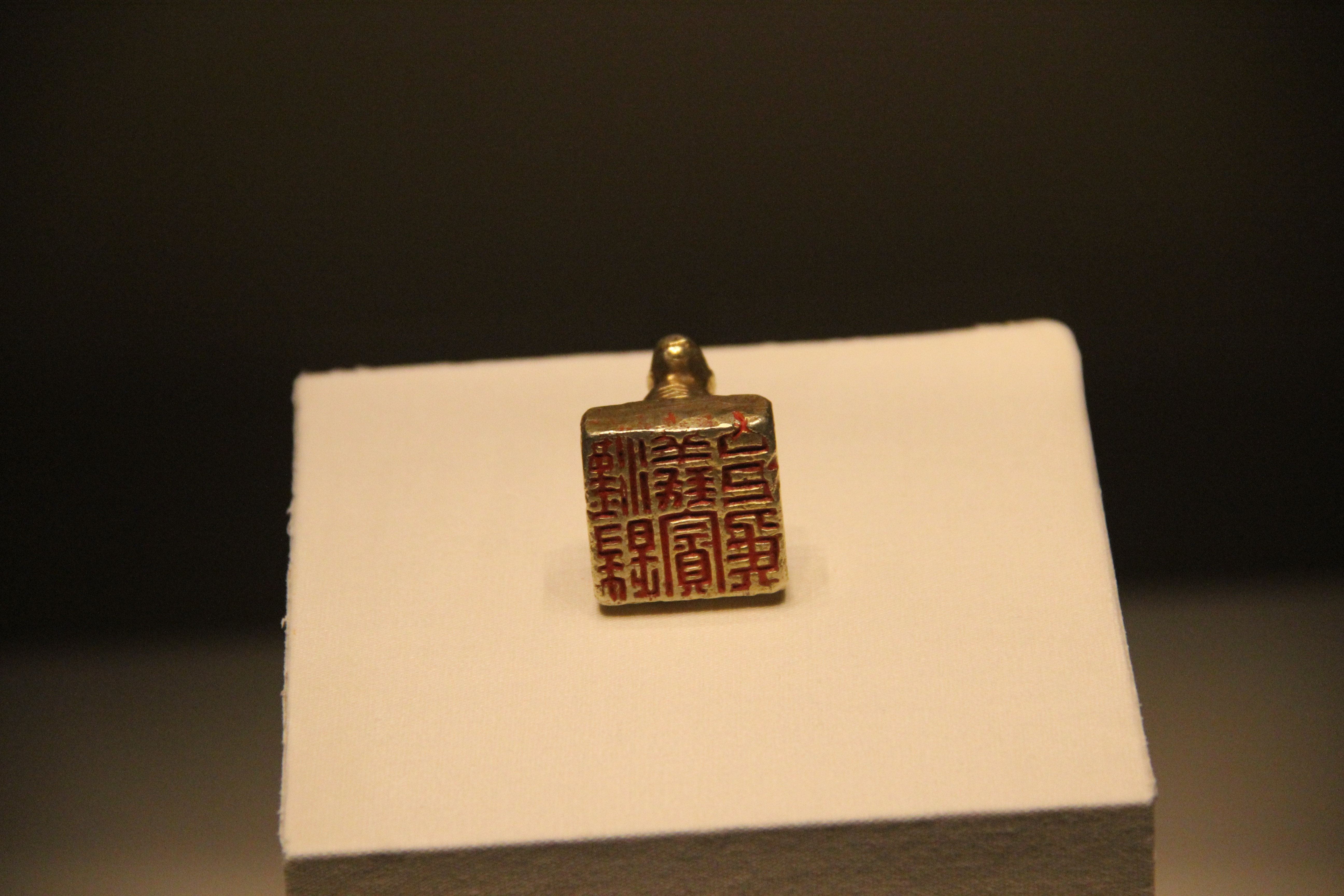
“汉归义賨邑侯”金印（现藏于中国国家博物馆）

板楯蛮是秦汉时期分布在川北、川东及陕西汉中一带的土著居民。因使用木板为楯，冲锋陷阵，被称为“板楯蛮”。又称“賨人”，劲勇善战。汉初，板楯蛮因“从高祖定秦有功，高祖因复之，专以射白虎为事，户岁出賨钱口四十，故世号‘白虎复夷’，一曰‘板楯蛮’。”称其为賨人，则如谯周《巴记》所说：“夷人岁出賨钱，口四十，谓之賨民。”
板楯蠻的樂曲在漢朝時傳入宮廷，稱巴渝舞。

## 延伸阅读
[在维基数据编辑]
 《欽定古今圖書集成·方輿彙編·邊裔典·板楯蠻部》，出自陈梦雷《古今圖書集成》